# Liste de fiefs de Paris

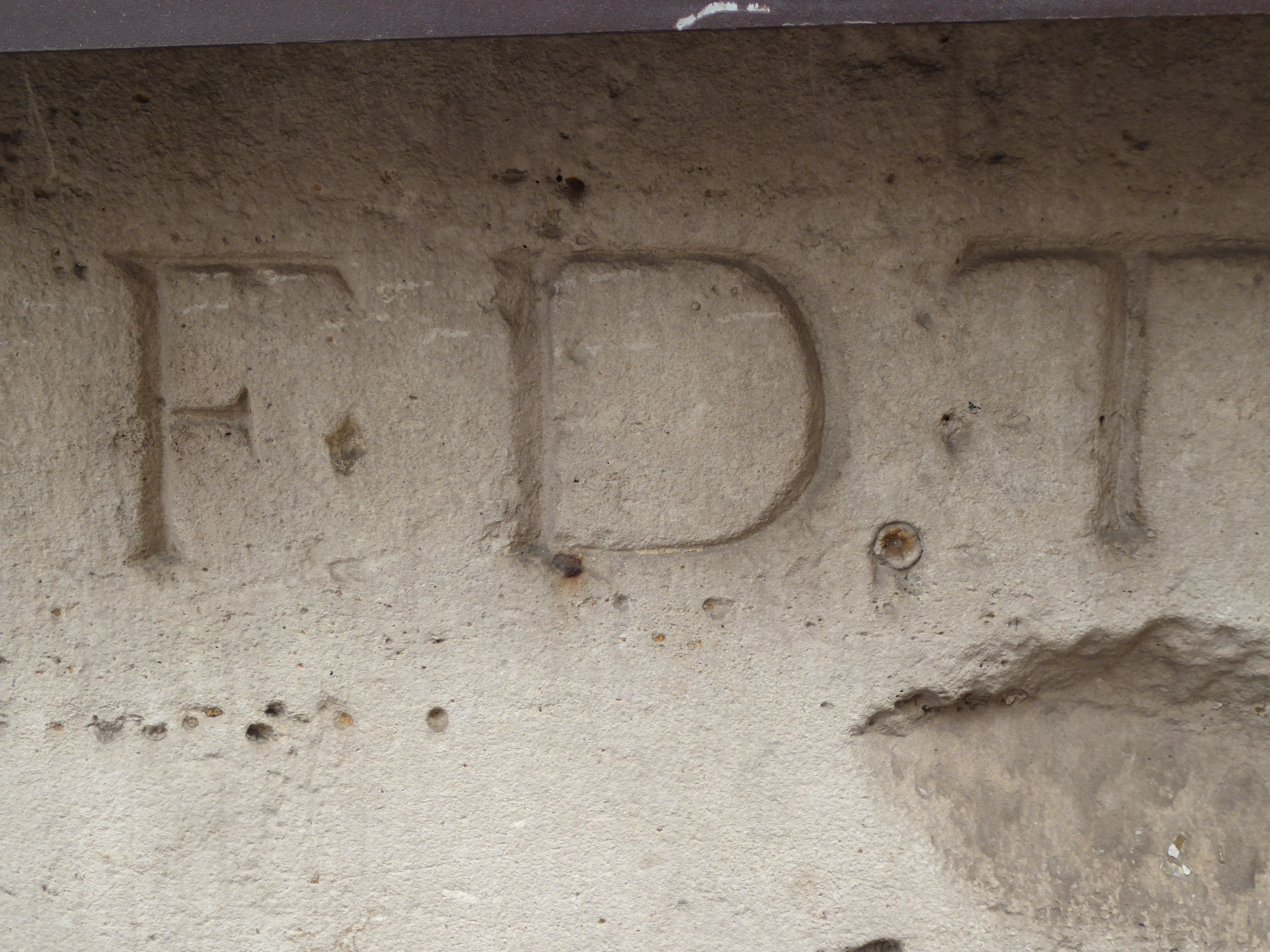
Inscription FDT : « Fief des tombes » à l'angle des rues des Fossés-Saint-Jacques et Saint-Jacques.

Cette page recense les fiefs et immunités de Paris.
Le droit féodal était le cadre juridique de la ville de Paris du Moyen Âge jusqu'à son abolition à la Révolution.
Le territoire de la Ville était morcelé en fiefs ou censives, enchevêtrés et de tailles très diverses. La hiérarchie de « fiefs mouvants », « fiefs dépendants », et de « fiefs dominants » aux mains de seigneurs suzerains, la présence de plusieurs co-seigneurs détenteurs d'une même censive ajoutaient à cette complexité. 
Les fiefs des seigneurs laïcs qui évoluaient en fonction des ventes, confiscations  et partages successoraux  ont perdu progressivement leur importance. Ceux appartenant à des institutions ecclésiastiques étant inaliénables étaient très stables. Outre le domaine royal, les censives les plus importantes étaient celles de l'évêque, du chapitre des chanoines de Notre-Dame, du chapitre de Sainte-Opportune et de plusieurs abbayes, Sainte-Geneviève, Saint-Germain-des-Prés, Saint-Martin-des-Champs, Temple.

Quelques-uns parmi les plus importants disposaient de droit de justice (24 sur 155 censives en 1300).

Il existait, par ailleurs, quelques alleux indépendants de toute emprise seigneuriale, ne représentant qu'une faible part du territoire.

Le territoire des principales seigneuries de Paris au XVIII

Surface des principales seigneuries en %  dans les limites de la ville en 1638 .
| Saint-Germain-des-Prés | 17,3 |
| Archevêché             | 11,7 |
| Sainte-Geneviève       | 10,2 |
| Roi                    | 6,9  |
| Temple                 | 4,7  |
| Saint-Martin           | 3,8  |
| Saint-Benoît           | 2,1  |
| Saint-Victor           | 2    |
| Chapitre Notre-Dame    | 1,6  |

Cette liste ne comprend aucune censive laïque en dehors de celle du Roi.
- Haut – A
- B
- C
- D
- E
- F
- G
- H
- I
- J
- K
- L
- M
- N
- O
- P
- Q
- R
- S
- T
- U
- V
- W
- X
- Y
- Z

## A
- Fief d'Ablon

Ce fief à l'emplacement de la rue Saint-Médard était propriété en 1352 de Jacques de Pacy, seigneur d'Ablon, en 1682 de la famille Loberan.
- Fief d'Alby (Halles de Paris)

Ce fief également appelé fief d'Albicq, fief d'Hellebick ou fief d'Hellebic était situé au cœur des Halles de Paris. Ce fief de domaine noble correspondait à une halle couverte, située entre le carreau des Halles et la rue de la Fromagerie. C'est à cet endroit que se vendait la Saline, ou poisson de mer.
- Fief d'Alby (Cour des Miracles)

Ce lieu appelé fief d'Alby, situé entre la rue du Caire et la rue Réaumur, était la grande cour des Miracles de Paris. Pour ce lieu, le nom de fief ne doit pas être pas pris sous la définition de domaine noble mais sous celle de quelqu'un est maître, s’est érigé en maître et règne sur ce domaine.
- Fief d'Autonne, d'Haulton, d'Hauton ou d'Hautonne

Ce fief qui était situé entre les rues des Rosiers, Rue des Écouffes, du Roi de Sicile et Vieille du Temple, était une possession de Nicolas Clapisson d'Ullin, conseiller à la cour des Aides, et de Marie de Voudy, veuve du contrôleur général de l'artillerie, Pierre Clapisson d'Ullin qui est acheté en 1671 par l'Hôtel-Dieu de Paris, 10 000 livres.
- Haut – A
- B
- C
- D
- E
- F
- G
- H
- I
- J
- K
- L
- M
- N
- O
- P
- Q
- R
- S
- T
- U
- V
- W
- X
- Y
- Z

## B
- Fief Barbeau

Il dépendait de l'abbaye de Barbeau implantée à Samois et comprenait quelques maisons sur le quai à l'ouest de la rue des Barres 
- Fief de Bezée

Ce fief s'étendait sur une dizaine de maisons entre la rue Montorgueil et la rue Française. Il fut donné par le roi en 1615 aux religieux de Sainte-Catherine du Val-des-Écoliers en échange du terrain ayant servi à la construction de la place Royale actuelle place des Vosges.
- Fief de Blondefontaine

Maître Guillaume Lepère, avocat au parlement de Paris est l'unique seigneur et propriétaire de ce fief jusqu'à sa mort en 1657 date à laquelle le domaine se trouve partagé entre ses 7 enfants puis à tous leurs descendants jusqu'à la Révolution. Guillaume Lepère était également seigneur des fiefs Popin, de la Butte et de la Péruse tous situés à Paris.
- Fief du Bourdon également appelé fief du Crucifix-Saint-Jacques

Ce fief mouvant du seigneur d'Ablon-sur-Seine jusqu'au XVIIe siècle est racheté par les marguilliers de Saint-Jacques-la-Boucherie puis devient propriété du Châtelet de Paris jusqu'à la Révolution. Ce fief comportait deux maisons voisines sises rue du Crucifix-Saint-Jacques-la-Boucherie.
- Fief des Boursiers Saint-Aignan

Il était situé en l'église Saint-André-des-Arts
- Fief de la Petite Bretonnerie

Sur ce fief, de 5 arpents et demi, anciennement planté de vignes, était construit le collège de Torchi, également appelé collège de Lisieux, ainsi que cinq maisons. Ce fief est inféodé en 1219 par le roi Philippe II qui en investi Thibault de Chartres. Il fut, de 1585 à la Révolution, la propriété des religieuses, abbesse et couvent de l'Humilité Notre-Dame (abbaye de Longchamp).
- Fief de la Bretonnière

Situé à la limité orientale du village de Chaillot.
- Fief aux Bretons

Ce fief situé rue Sainte-Croix-de-la-Bretonnerie aurait appartenu au  XIIIe siècle à une famille Breton ou Le Breton. Il était, au XVIIe siècle , la propriété des religieux de Sainte-Croix-de-la-Bretonnerie
- Fief de la Butte

Ce fief sur la butte de Bonne-Nouvelle, faisait partie de la censive du couvent des Filles-Dieu qui y créèrent vers 1530 une agglomération.
- Haut – A
- B
- C
- D
- E
- F
- G
- H
- I
- J
- K
- L
- M
- N
- O
- P
- Q
- R
- S
- T
- U
- V
- W
- X
- Y
- Z

## C
- Fief du Grand et du Petit Chaumont

Il correspond aux nos 40-46 rue Saint-Antoine,. Il abritait au XIVe siècle l'hôtel du chancelier de France Pierre de Giac, qui fut vendu à Louis d'Orléans en 1395.
- Fief du chapitre des chanoines de Notre-Dame

ce fief distinct de celui de l'évêque comportait le cloître avec les maisons canoniales dont Charles le Simple avait confirmé l'immunité en 911. La justice du chapitre s'exerçait à l'intérieur du cloître, au parvis de Notre-Dame, aux bâtiments de l'hôtel-Dieu et aux maisons entre la rue Neuve-Notre-Dame et la rue Saint-Christophe. Le clos de Garlande entre les rues Saint-Jacques, Garlande, des Anglais et Saint-Yves était entré dans le domaine du chapitre en 1134 et le fief de Tiron en 1214. Le chapitre possédait également l'île aux Vaches qui était au Moyen Âge une prairie, aménagée et lotie au début du XVIIe siècle pour créer l'île Saint-Louis.
- Fief du Clos de Garlande

ce fief initialement propriété de l'archidiacre Étienne de Garlande passa en 1127 après sa disgrâce dans la censive et justice du Roi qui fit arracher les vignes puis en céda en 1134 les droits de justice aux chanoines du Chapitre de Notre-Dame en conservant la censive. Il était limité par les rues Saint-Jacques, de Fouarre, des Rats, des Anglois, du Plastre, des Trois-Portes, Saint-Julien-le-Pauvre et Galande.
- Fief du Clos des Jacobins

Il fut constitué entre 1218 et 1280 par les Jacobins autour de leur couvent sur la Montagne Sainte-Geneviève entre la rue Saint-Jacques et la porte Gibard le long de l'enceinte de Philippe-Auguste. Il possédait en 1724 une bonne quantité de maisons et de rues bâties sous les règnes d'Henri IV et Louis XIII
- Fief Cocatrix également appelé fief Harenc

Ce fief comprenait 3 maisons rue des Arcis et 3 autres à l'emplacement de la rue des Lombards à l'angle de l'actuel boulevard Sébastopol.
- Fief de la Grande Confrérie aux Bourgeois

Il comprenait des parcelles éparses dans le quartier Saint-Gervais, dans l'île de la Cité et sur la rive gauche principalement le clos aux bourgeois du début de la rue de Vaugirard au couvent des Chartreux.
- Fief Copeaux ou fief Coypeau

Le fief de Copeaux était un arrière fief possédé par Jacques de Saint-Benoît, seigneur de Brétigny et qui était situé grande rue du Faubourg Saint-Victor qui le vendit en 1468. Le fief était composé d'un corps de logis, de 2 écuries, de 3 arpents de Marais, en partie clos de murs, et de la Bièvre.
- Fief du Crucifix-Saint-Jacques également appelé fief du Bourdon

C'était un fief mouvant du seigneur d'Ablon-sur-Seine jusqu'au XVIIe siècle il est racheté par les marguilliers de Saint-Jacques-la-Boucherie puis devient propriété du Châtelet de Paris jusqu'à la Révolution. Ce fief comportait deux maisons voisines sises rue du Crucifix-Saint-Jacques-la-Boucherie ou il y avait un crucifix devant.
- Fief Culture-l'Évêque également appelé fief de Ville-l'Évêque.

Ce fief possédé par l'évêque de Paris, était très vaste et s'étendait jusque sur l'emplacement des Champs-Élysées. C'était un fief qui comportait la voirie et la haute justice à l'exception du rapt et du meurtre qui étaient du ressort des officiers du Roi. Le 28 août 1687, Louis XIV en fit l'acquisition.
- Haut – A
- B
- C
- D
- E
- F
- G
- H
- I
- J
- K
- L
- M
- N
- O
- P
- Q
- R
- S
- T
- U
- V
- W
- X
- Y
- Z

## D
- Haut – A
- B
- C
- D
- E
- F
- G
- H
- I
- J
- K
- L
- M
- N
- O
- P
- Q
- R
- S
- T
- U
- V
- W
- X
- Y
- Z

## E
- Fief de l'Évêque (de l'Archevêque à partir de 1622)

La censive de l’évêque est après celle du roi la plus importante de Paris. Elle s’étendait principalement sur la rive droite de la Seine en un arc de cercle de la rue Saint-Honoré à la rue Saint-Denis, au sud de la censive Sainte-Opportune, le grand égout délimitant les deux censives. Le fief de l’évêque comprenait le faubourg du Roule, la ville l’Evêque, le bourg Saint-Germain l’Auxerrois et le clos Bruneau sur la rive gauche. L’évêque en aliéna quelques parties. Le fief de Thérouanne où étaient établies les halles, fief mouvant qui dépendait de la censive de l’évêque, est acquis par le roi en 1331 après plus de 150 ans de tractations. Cet accord donne à l’évêque un tiers des taxes perçues sur les marchés des Halles. Après le rattachement en 1563  de la censive de Saint-Éloy qui s’étendait autour de la rue Saint-Antoine et dans une grande partie des actuels 11ème et 12e arrondissement et en 1564 de la censive Saint-Magloire à l’est de la rue Saint-Denis, la censive de l'Évêque est la plus étendue. L’abbé de La Grive avait été chargé en 1755 par l’archevêque de Paris de dresser le plan des maisons d’une partie de la censive de l’Archevêché (couture Saint-Éloi) : « nous, archevêque de Paris [….], prions nos censitaires de la ville et des faubourgs de vouloir bien donner entrée dans leurs maisons au sieur abbé de la Grive géographe de la Ville, à l’effet des opérations nécessaires pour le plan détaillé qu’il a entrepris de chaque maison, duquel plan nous entendons nous servir pour faciliter la confection de notre papier terrier ». Un Atlas de la censive de l’archevêché plus étendu, en réalité plan cadastral d’environ la moitié de Paris, établi vers 1780 fut imprimé en 1786. Par accord de 1222, l'évêque reconnaît au roi l'exercice de la haute justice sur les terres de l'Évêque. L'évêque conserve les droits de basse justice sur ses terres à l'exception des principales routes les traversant.
- Haut – A
- B
- C
- D
- E
- F
- G
- H
- I
- J
- K
- L
- M
- N
- O
- P
- Q
- R
- S
- T
- U
- V
- W
- X
- Y
- Z

## F
- Fief des Filles-Dieu

Il dépendait du Couvent des Filles-Dieu situé entre les actuelles rue du Caire, rue Saint-Denis, rue d'Alexandrie et rue Sainte-Foy. Le domaine primitif des Filles-Dieu tel qu'il était constitué à la fin du XIIIe siècle s'étendait entre la rue des Petits-Carreaux, la rue Poissonnière, et la rue du Faubourg-Poissonnière à l'ouest, le ruisseau de Ménilmontant (emplacement de la rue des Petites-Écuries), la rue du Faubourg-Saint-Denis et la rue Saint-Denis à l'est, approximativement l'emplacement de l'actuelle rue Réaumur au sud, soit environ 18 hectares. La communauté des Filles-Dieu fut expropriée par le roi d'une partie de son domaine, quasiment sans indemnité, par la construction en 1370 de l'enceinte de Charles V autour de l'actuelle rue d'Aboukir, soit environ 1,7 hectare qui entraina le déplacement du couvent à l'intérieur du rempart, puis par celle de l'enceinte des Fossés jaunes (emplacement de l'actuel boulevard de Bonne-Nouvelle). Une fraction de 5 hectares au nord de la censive le long du grand égout dépendait par ailleurs du fief du chapitre Notre-Dame. Le fief a fait l'objet de nombreux et complexes litiges avec ses voisins dépendant du chapitre Notre-Dame, de Saint-Lazare et du Roi. Le quartier de Bonne-Nouvelle fut créé par la communauté au XVIIe siècle. Le quartier du faubourg-Poissonnière entre le boulevard de Bonne-Nouvelle et la rue des Petites-Écuries, « la couture des Filles-Dieu », fut urbanisé à la suite de l'aliénation en 1772 par les Filles-Dieu de cette partie de leur domaine principalement exploitée en jardins maraichers jusqu'à cette époque.
- Fief des Flamans

Ce fief appartenait aux religieux des Billettes
- Fief du Fort où fief du Fort-aux-Dames

Ce fief qui appartenait aux Dames de Montmartre était situé rue de la Heaumerie, il possédait également la maison du Moulinet située rue Saint-Honoré près de la Croix-du-Trahoir
- Fief du Franc-Rosier ou de Rosières

Comprenant des terres et maisons rue Saint-Ancré-des-Arts, rue de la Sorbonne et au faubourg Saint-Jacques, il était la propriété de la Sorbonne,
- Fief de Fromentel :

Ce fief était une propriété particulière au commencement du XIIIe siècle, qui fut transformée, en 1223, en prébende puis en fief de la collégiale Saint-Honoré en 1570. C'était un fief mouvant du roi, qui était enclavé dans le fief de Ville-l'Évêque et qui était traversé par la rue Fromentel. Ce fief ne comportait que la censive, la saisine, les lots et amendes. Ce fief occupait la moitié de la largeur de chacun des îlots que la rue séparait : les murs mitoyens entre les maisons des rues Pierre-Lescot et Fromenteau ont fourni la preuve de ce fait. L'îlot compris entre les rues Fromenteau et Saint-Thomas-du-Louvre présentait aussi beaucoup de traces de l'ancien lotissement.
- Haut – A
- B
- C
- D
- E
- F
- G
- H
- I
- J
- K
- L
- M
- N
- O
- P
- Q
- R
- S
- T
- U
- V
- W
- X
- Y
- Z

## G
- Fief de Garges également appelé fief Culdoe et fief Culdine[9]

Ce fief qui appartenait au seigneur de Garges-lès-Gonesse était principalement situé à l'emplacement de l'ancien hôtel des Monnaies entre la rue de la Monnaie et la rue des Bourdonnais et comprenait également quelques maisons rue de la Licorne dans l'île de la Cité.
- Fief de Garlande

Voir fief du Clos de Garlande
- Fief de Gif

il était situé entre la rue pavée (actuelle rue Tiquetonne) et la rue Beaurepaire (emplacement de l'actuelle rue Greneta) et figure sur l'Atlas de la censive de l'archevêché de 1786.
- Fief de la Gloriette

Le territoire de la Gloriette était un fief où les bouchers et les poissonniers furent autorisés à établir leurs étaux d'abord en plein vent ou sous des échoppes puis dans des maisons construite ad hoc avec ouvertures et passages pour le transport des denrées. Ces 5 maisons s'étendaient de la, ruelle des Étuves à la rue de la Bûcherie jusqu'à la Seine et au Petit Châtelet.
- Fief de la Grande Confrérie aux Bourgeois

Ce fief situé dans le Faubourg Saint-Michel, qui était la possession des religieux, abbé et couvent de Saint-Germain-des-Prés, avait été borné avec des bornes planté, contre leur avis, par Arrêt du Grand Conseil.
- Fief de la Grange-Batelière

Ce fief mouvant de l'archevêché de Paris s'étendait sur plusieurs centaines de maisons entre les rues de la Chaussée-d'Antin, de Provence, du Faubourg-Montmartre et les boulevards Montmartre et des Italiens. Au milieu du XVIe siècle, détenu par René Vivien seigneur de Saint-Mard près de Dammartin-en-Goële, notaire, secrétaire du Roi, le fief est encore en dehors des murs de Paris et constitué, principalement, de marais. De 1563 à 1635 les Fossés Jaunes sont creusés sur une grande partie du fief. En raison de l'essor du quartier, les nombreux descendants de René Vivien, vendront tour à tour une partie du fief. En 1628, la famille Vivien vend une partie du fief aux Augustins déchaussés qui y fondent le couvent de Notre-Dame-des-Victoires, puis une autre partie, en 1661 aux Filles Saint-Thomas qui y élevèrent leur couvent. D'autres parties seront vendues comme en 1635 à Charles Duret de Chevry, président de la Chambre des Comptes, une parcelle sur laquelle sera construit l'hôtel Tubeuf ou comme en 1719 ou une parcelle, délimitée par les rues de Richelieu, Neuve des Petits Champs, Vivienne et Saint-Augustin, est acquise par John Law de Lauriston seigneur de Tancarville pour la somme de 258 980 livres.
- Fief Guillory

Ce fief était situé près Place de Grève à un carrefour disparu.
- Haut – A
- B
- C
- D
- E
- F
- G
- H
- I
- J
- K
- L
- M
- N
- O
- P
- Q
- R
- S
- T
- U
- V
- W
- X
- Y
- Z

## H
- Fief d'Halbic ou d'Helbic

Par legs charitable la moitié du fief devient, en 1566, propriété de l'Hôtel-Dieu
- Fief Harenc également appelé fief Cocatrix

Ce fief s'étendait sur une vingtaine ou une trentaine de maisons sis entre la rue des Deux-Hermites et la rue Saint-Pierre-aux-Bœufs. Il avait appartenu durant le Moyen Âge à la famille Cocatrix, à la famille de Thou au XVIe siècle, à la famille Privé au XVIIe siècle pour devenir, au XVIIIe siècle, propriété, pour une partie, de l'hôpital général de Paris et pour l'autre des Dames du monastère de l'Assomption. La maison de la Pierre aux Plats et du Croissant qui était assise rue des Arcis, près de l'église Saint-Jacques-de-la-Boucherie ainsi que 3 maisons sises rue Guillaume-Josse en dépendaient.
- Fief des Hautes-Bruyères

- Fief d'Hautonne, d'Haulton, d'Hauton ou d'Autonne

Ce fief était la possession de Nicolas Clapisson d'Ullin, conseiller à la cour des Aides, et de Marie de Voudy, veuve du contrôleur général de l'artillerie, Pierre Clapisson d'Ullin. Il est acheté en 1671, 10 000 livres par l'Hôtel-Dieu de Paris.
- Fief d'Hellebick ou fief d'Hellebic

Ce fief également appelé fief d'Alby était situé au cœur des Halles de Paris. Ce fief de domaine noble correspondait à une halle couverte, située entre le carreau des Halles et la rue de la Fromagerie. C'est à cet endroit que se vendait la Saline, ou poisson de mer.
- Fief des Hospitalières Saint-Gervais ou des Hospitalières Sainte-Anastase

La communauté des religieuses hospitalières de Saint-Gervais installée rue Saint-Antoine puis à partir de 1656 dans l'hôtel d'O rue Vieille-du-Temple possédait un domaine en cultures maraichères, « la couture Saint-Gervais » délimité par les rues du Parc-Royal, de Thorigny, Debelleyme et de Turenne qui fut loti à partir de 1620 avec ouverture de nouvelles voies, rue du Roi Doré, rue Sainte-Anastase, rue de Thorigny et une partie de la rue Debelleyme. Des marques gravées dans le mur indiquant la limite de la censive sont visibles à l'angle de la rue Thorigny et de la rue Thorigny et à l'angle de cette rue et de la rue Debelleyme : F signifie « fief », C  « couture », S « saint », G « Gervais ».

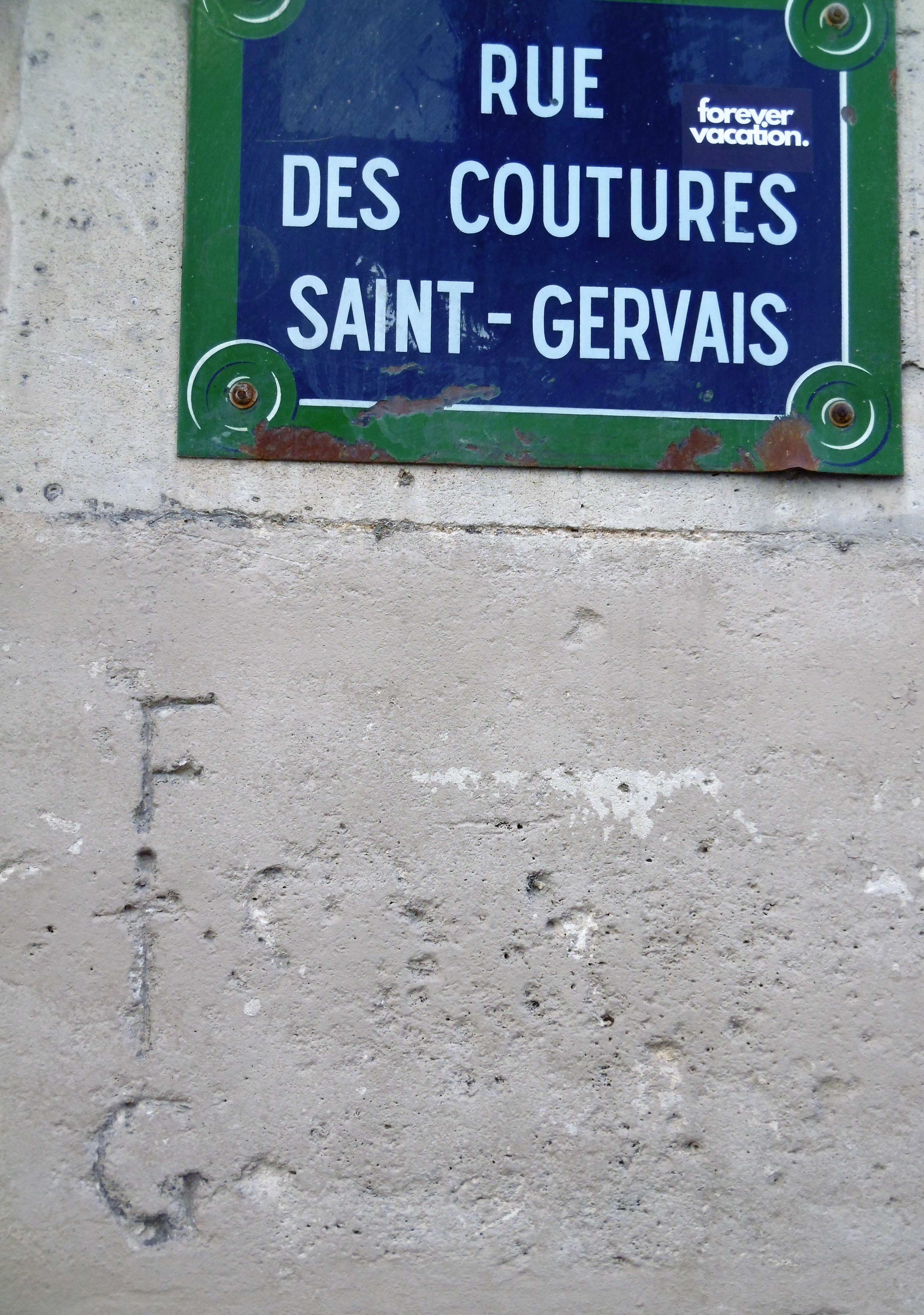
Rue des Coutures St-Gervais limite du fief des hospitalières Saint-Gervais.
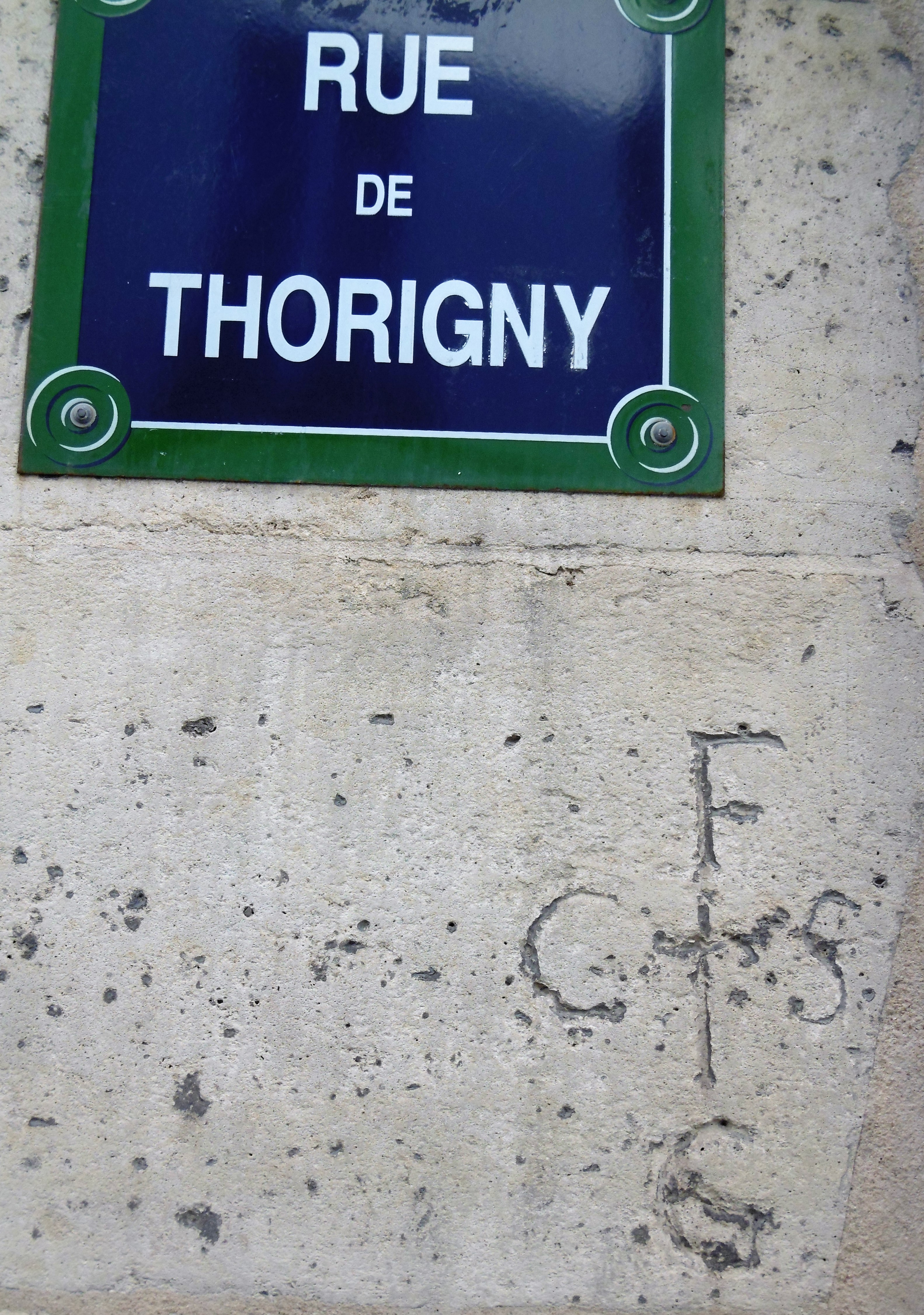
Rue de Thorigny limite de la censive Saint-Gervais.

## I
- Haut – A
- B
- C
- D
- E
- F
- G
- H
- I
- J
- K
- L
- M
- N
- O
- P
- Q
- R
- S
- T
- U
- V
- W
- X
- Y
- Z

## J
- Fief de Joigny

Ce fief situé dans le quartier des Halles, s'étendait entre les rues Mauconseil, Mondétour, de la Grande-Truanderie, de la Comtesse-d'Artois, de la Réale, Verderet et Pirouette et comportait 86 maisons. Il appartenait en 1237 à Jean de Joigny.
- Haut – A
- B
- C
- D
- E
- F
- G
- H
- I
- J
- K
- L
- M
- N
- O
- P
- Q
- R
- S
- T
- U
- V
- W
- X
- Y
- Z

## K
- Haut – A
- B
- C
- D
- E
- F
- G
- H
- I
- J
- K
- L
- M
- N
- O
- P
- Q
- R
- S
- T
- U
- V
- W
- X
- Y
- Z

## L
- Fief de Lourcine ou fief d'Ourcine

Ce fief, dont le véritable nom est Lorcine ou Laorcine a donné son nom à la rue de Lourcine, actuelles rues Broca et Léon-Maurice-Nordmann. Il s'étendait dans le faubourg Saint-Jacques, aux lisières nord-est de l'actuel 13e arrondissement et nord-ouest de l'actuel 14e arrondissement. Ce fief qui appartenait à l'hôpital de Saint-Jean de Latran lui avait été cédé en 1445 par l'abbaye Sainte-Geneviève. Les compagnons artisans pouvaient y travailler sans que les maitres puissent les en empêcher
- Haut – A
- B
- C
- D
- E
- F
- G
- H
- I
- J
- K
- L
- M
- N
- O
- P
- Q
- R
- S
- T
- U
- V
- W
- X
- Y
- Z

## M
- Fief de Marcadé

Le fief de Marcadé, était sis à Paris, Belleville-sur-Sablon anciennement dit  Poitronville, La Villette, Sainct-Lazare, la Courtille, Pantin et le Pré-Sainct-Gervais,.
- Fief du Marché Pallu et de Gloriette

Connu dès le XIIIe siècle, ce fief appartenait, en 1720-1729, à la famille Prime ou Prisme.
- Fief Marcoignet

Ce fief est mentionné dès 1293, et propriété d'Antoine Marcoignet, écuyer. Ce fief mouvant, appartenait à la famille Gilbert de Rezay en 1776. Situé rue de la Harpe, il comprenait vers 17 009 maisons.
- Fief Marivas

Sur ce fief furent ouvertes, entre autres, la rue Marivaux-des-Lombards et la rue du Petit-Marivaux.
- Fief de Marly

Il était situé dans les rues Aubry-le-Boucher, Quincampoix, Saint-Martin et de Venise. Après avoir été détenu par le seul seigneur de Marly avant le XVIe siècle, ce fief est ensuite détenu par un ensemble de 3 propriétaires : le prieuré Saint-Lazare, les chanoines de Saint-Merri, la famille Danès puis à la famille de Hodicq, plus particulièrement à de Maître Pierre-Claude de Hodicq, Maitre des Requêtes ordinaires de l'Hôtel du Roi.
- Fief de Maulny ou fief des Bruyères

Le fief de Maulny situé dans la seigneurie de Maulny et des Bruyères et en partie de Belleville sur Sablon, Pantin et autres lieux, a appartenu au duc d'Orléans en 1647, à Jean Aragon et en 1711 à Guy de Durfort,.
- Fief du Monceau Saint-Gervais

Ce fief qui englobait les églises Saint-Jean-en-Grève et Saint-Gervais-Saint-Protais appartenait au XIe siècle à la famille des comtes de Meulan puis après plusieurs transactions au roi Philippe-Auguste à l'époque de l'achèvement de l'enceinte.
- Fief de Montsouris ou de Moque Souris

Ce fief appartenait au prieuré hospitalier de Saint-Jean de Latran.
- Haut – A
- B
- C
- D
- E
- F
- G
- H
- I
- J
- K
- L
- M
- N
- O
- P
- Q
- R
- S
- T
- U
- V
- W
- X
- Y
- Z

## N
- Haut – A
- B
- C
- D
- E
- F
- G
- H
- I
- J
- K
- L
- M
- N
- O
- P
- Q
- R
- S
- T
- U
- V
- W
- X
- Y
- Z

## O
- Fief d'Ourcine

Ce fief comprenait un hôtel seigneurial appelé hôtel Zone ou hôtel Jaune qui se trouvait rue de l'Oursine, en face de la rue des Bourguignons
- Haut – A
- B
- C
- D
- E
- F
- G
- H
- I
- J
- K
- L
- M
- N
- O
- P
- Q
- R
- S
- T
- U
- V
- W
- X
- Y
- Z

## P
- Fief du Parloir aux bourgeois

En 1632, ce fief consistait en un jardin, une galerie et un corps de logis. Après avoir appartenu à l'hôtel de ville de Paris, à l'abbé et aux religieux du Bec il appartint à monsieur du Tillet, greffier du parlement, et à son frère.
- Fief de Passy

Il était autour de 1684-1685 propriété d'Arnauld de la Briffe, maître des Requêtes ordinaires de l'Hôtel du Roi et président du Grand-Conseil.
- Fief Péruse

Maître Guillaume Lepère, avocat au parlement de Paris en est l'unique seigneur et propriétaire jusqu'à sa mort en 1657 ou le domaine se trouve partagé entre ses 7 enfants puis à tous leurs descendants jusqu'à la Révolution. Guillaume Lepère était également seigneur des fiefs Popin, de la Butte et de Blondefontaine tous situés à Paris.
- Fief de Poissy

Le fief de Poissy était un fief mouvant, qui avait été possédé par Jean Brunetot un écuyer, qui le tenait de Pierre des Essarts qui le tenait de l'archevêque de Paris qui le tenait du roi de France. Il fut ensuite acquis, le 19 juin 1604, par Gilles Le Masuyer, vicomte d'Ambure, premier président au Parlement de Toulouse puis le 30 mars 1627 par le couvent de la Chartreuse de Paris. Il était assis sous la rue de la Tonnellerie près des Halles, duquel dépendait la maison de la Nef-d'Argent, assise sous les Piliers de la Tonnellerie.
- Fief de Popin

Ce fief mouvant de l'archevêché de Paris, qui était une censive, s'étendait sur plusieurs centaines de maisons en partie à l'intérieur de l'enceinte de Charles V et en totalité à l'intérieur de celle des Fossés Jaunes. Délimité par les rues Thibault-aux-Dez, Bertin-Poirée, Jean-le-Goulier et portes Richelieu et Saint-Honoré il comportait 200 maisons en 1754. Il tirerait son nom de Popinus qui aurait possédé ce fief vers 1185. Devenu Popin c'étaient une famille très-connue au XIIIe siècle dont le plus illustre est Jean Popin qui fut prévôt des marchands de Paris, de 1293 à 1296, sous Philippe le Bel. Au XIVe siècle il était possédé par Étienne Marcel le prévôt des marchands, en 1414 par Jean de Motreux un marchand parisien puis par la bourgeoisie locale. En 1620 il appartient à maître Jehan Legrand clerc au greffe civil du Châtelet de Paris par sa femme, Anne Givoreau et Claude Givoreau sa belle-sœur qui était séparée de maître Tristan Balthazar huissier à Paris et qui demeuraient ensemble rue des Prouvaires paroisse Saint-Eustache. En 1646 maître Guillaume Lepère, avocat au parlement de Paris en est l'unique seigneur et propriétaire jusqu'à sa mort en 1657 ou le domaine se trouve partagé entre ses 7 enfants puis à tous leurs descendants jusqu'à la Révolution. Guillaume Lepère était également seigneur des fiefs de la Butte, de la Péruse et de Blondefontaine tous situés à Paris. En 1724 il appartient à M. Mazuier, président au parlement de Toulouse.
- Fief des Porcherons

Situé dans le quartier des Porcherons, ce fief  s'étendait un peu au nord de la rue Saint-Lazare jusqu'au ruisseau de Ménilmontant au sud (actuelle rue de Provence) et d'ouest en est entre les actuelles rues du Havre et Cadet et dépendait de la censive Sainte-Opportune, Philippe-Auguste ayant accordé aux chanoines Sainte-Opportune le droit de concéder en baux à rentes à certains seigneurs, les terres qui leur avaient été cédées vers 866 par Louis le Bègue correspondant à une partie de la zone alluviale marécageuse du cours préhistorique de la Seine. Il appartenait en 1682 à Jean Lecoq, sous-doyen du Parlement de Paris.
- Haut – A
- B
- C
- D
- E
- F
- G
- H
- I
- J
- K
- L
- M
- N
- O
- P
- Q
- R
- S
- T
- U
- V
- W
- X
- Y
- Z

## Q
- Haut – A
- B
- C
- D
- E
- F
- G
- H
- I
- J
- K
- L
- M
- N
- O
- P
- Q
- R
- S
- T
- U
- V
- W
- X
- Y
- Z

## R
- Fief de la Rapée :

C'était une immunité laïque située au cœur des Halles de Paris qui comportait 3 grands corps d'hôtels dont l'un contenait l'unique four banal des Halles de Paris.
- Fief du Roi

Dès le XIIIe siècle, le Roi est le principal seigneur foncier par héritage des comtes de Paris, achats et empiètements. Sa censive s'étend sur tout ou partie de 500 rues. Son domaine comprend la partie ouest de l'île de la Cité, le vaste territoire compris entre les rues Saint-Honoré, du Faubourg-Saint-Honoré au nord, le Louvre à l'est, la Seine au sud et la colline de Chaillot à l'ouest et de multiples enclaves dans les quartiers du centre de la rive droite. Son fief ne s'étend pas sur la rive gauche qui est partagée dans sa majorité entre fiefs ecclésiastiques. Il établit sa suzeraineté sur l'évêque en 1331.
- Fief du Roule

Fief appartenant à l'archevêché de Paris situé de part et d'autre de la rue du Roule, près de l'hôtel du Roule.
- Haut – A
- B
- C
- D
- E
- F
- G
- H
- I
- J
- K
- L
- M
- N
- O
- P
- Q
- R
- S
- T
- U
- V
- W
- X
- Y
- Z

## S
- Fief de la collégiale de Saint-Benoît-le-Bétourné.

Ce fief peu étendu était principalement concentré autour de l'église et du cloître (à l'emplacement de l'angle de la rue Saint-Jacques et de l'actuelle rue des Écoles) entre l'actuelle rue du Sommerard, la rue Saint-Jacques, la rue de la Sorbonne (une grande  partie nord de l'actuelle Sorbonne) et comprenant plusieurs écarts de la rue Jean-de-Beauvais à la rue Saint-Jacques et à l'est de la rue de la Harpe.
- Fief du Couvent Sainte-Catherine-du-Val-des-Écoliers

Le prieuré Sainte-Catherine fondé en 1229 était situé à l’emplacement de l’actuelle place du Marché Sainte-Catherine. Son fief s’étendait, de part et d’autre, de l’enceinte de Philippe-Auguste, de la rue Saint-Antoine au sud, à l’actuelle rue Elzévir et rue Pavée à l’ouest, la rue du Parc des Tournelles, actuelle rue du Parc Royal au nord, jusqu’à l’emplacement de l’actuelle place des Vosges à l’est. Ce domaine s’est constitué à la place de la censive de Saint-Victor et de celle du Temple qui aurait renoncé à son droit de cens au profit de Sainte-Catherine. La partie au nord-ouest de ce fief  Auguste restée en culture jusqu’au milieu du XVIe siècle entre la rue de la culture du parc (actuelle rue du Parc-Royal au nord, l’actuelle rue de Sévigné, la rue de Turenne et l’ancien mur de Philippe-Auguste (entre les actuelles rues des Rosiers et des Francs-Bourgeois) au sud, fut lotie entre 1645 et 1660.

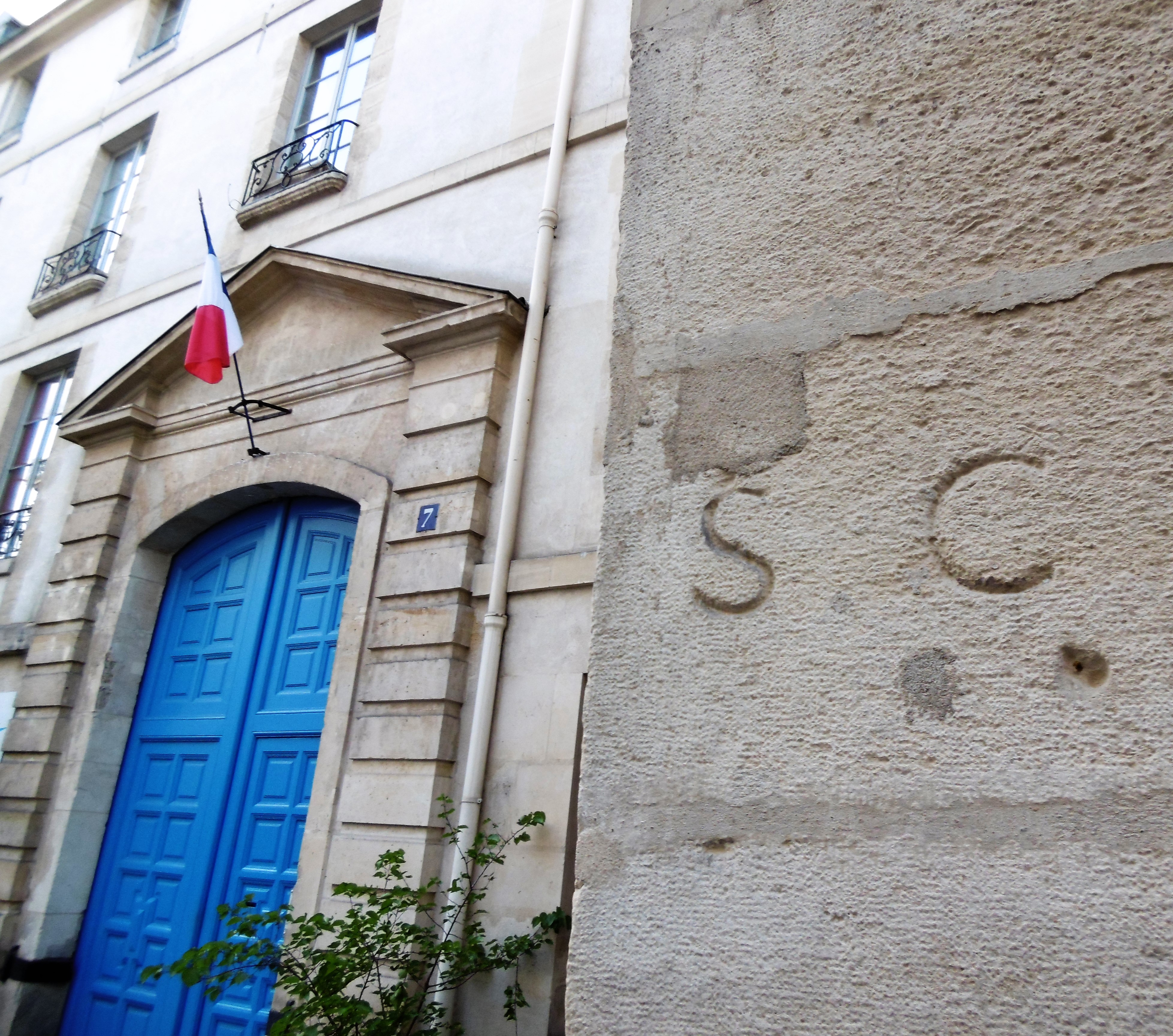
Marque SC limite de la censive Sainte-Catherine 7 rue Sévigné.
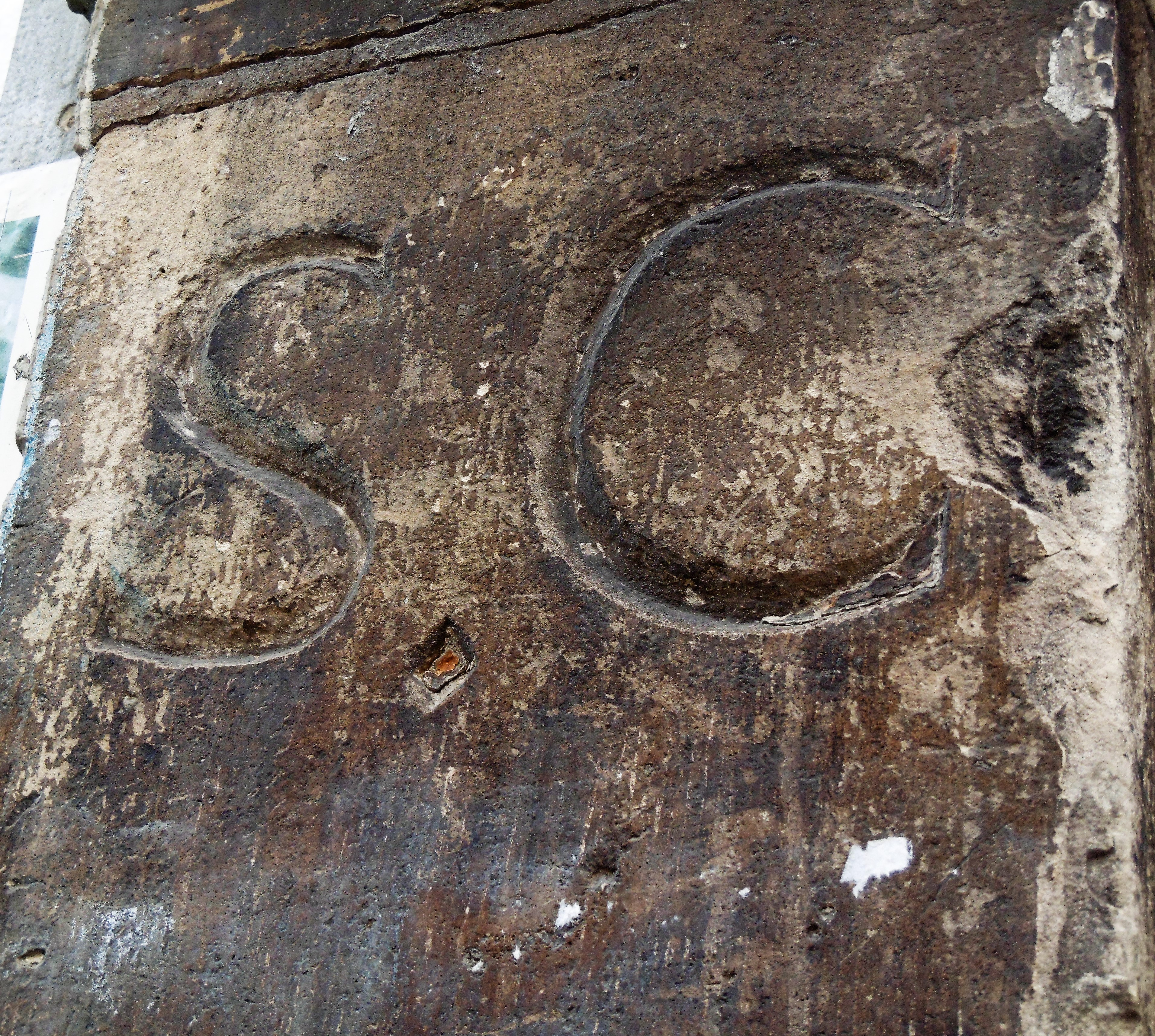
Limite de la censive Sainte-Catherine à l'angle de la rue des Francs-Bourgeois et de la rue Pavée.

- Fief du prieuré Saint-Denis-de-la-Chartre :

Le prieuré situé à l'emplacement de l'angle du quai de la Corse et de la rue de la Cité (côté de l'Hôtel-Dieu) possédait une petite censive autour de son cloître
- Fief de Saint-Eloy

Le roi Dagobert avait doté l’abbaye de femmes Saint-Martial fondée vers 635 par Saint-Eloi dans l'île de la Cité (à l'emplacement de l'actuelle Préfecture de Police) d'une grande ferme, la Grange Saint-Éloi, près du cimetière abbatial de Saint-Paul aux environs de la rue Saint-Antoine. Dans des lettres patentes de Philippe le Hardi, datées de 1280, on lit que ce fief s'étendait juxta venditores piscium, prope portam Bauderii, a domo Johannis des Carniaux, qu'est de dicto territorio sancii Eligii, per quem muri veteres Parisienses ire solebant c'est-à-dire Au poissonniers de la porte Baudoier, à la meson Jehan des Creniaus, laquelle meson est de saint Éloy, par laquelle les viez murs de Paris alerent. Son territoire très morcelé comprenait des ilots dans l'île de la Cité et  autour de la rue Saint-Antoine. Ce fief s'étendait également sur un vaste territoire extérieur à l'enceinte de Charles V sur une partie des actuels 11ème et 12e arrondissement. Ce fief échut aux religieux de Saint-Maur-des-Fossés en 1134 et fut rattaché en 1533 au domaine de l'évêque de Paris qui était à cette date abbé commendataire de l'abbaye de Saint-Maur.
- Fief de Saint-Fiacre

La rue Saint-Fiacre a été construite sur ce fief qui s'étendait également entre la rue des Jeûneurs et la rue du Croissant.
- Fief Sainte-Geneviève

Le fief de l'abbaye Sainte-Geneviève lui fut peut-être donné à 'origine par Clovis, certainement principalement par les premiers capétiens. Il s'étendait sur une grande partie de l'actuel 5ème arrondissement de Paris jusqu'au fief de Lourcine au sud-est limité par l'ancienne rue des Marionnettes (en bordure de l'actuel hôpital du Val-de-Grâce) et jusqu'au fief de Saint-Marcel au sud limité par  la rue du Fer-à-Moulin et la rue Poliveau. Plusieurs enclaves à l'intérieur de ce territoire appartenaient à d'autres censives, le fief de l'abbaye de Saint-Victor à l'emplacement de l'actuelle université de Jussieu et le clos Tiron autour de l'actuelle rue des Boulangers et d'autres plus limitées très enchevêtrées sur la Montagne Sainte-Geneviève de Saint-Jean-de- Latran, de Saint-Benoît-le-Bétourné, de l'évêque (clos Bruneau), de Saint-Marcel. Ce fief s'étendait au sud sur une partie de l'actuel 14e arrondissement et du territoire de la commune de Vanves.
- Fief Saint-Georges

Possession de l'abbaye Saint-Magloire qui était située au nord-est de la rue Jenner et du boulevard Vincent-Auriol
- Fief de Saint-Germain-l'Auxerrois

Contrairement à sa paroisse très étendue, le fief de   Saint-Germain-L'auxerrois était limité aux alentours du cloitre et jusqu'à la rue d'Autriche et la rue des Poulies. Il comportait le droit de haute justice.
- Fief de l'Abbaye Saint-Germain-des-Prés

c'était un des plus vastes qui s'étendait entre l'actuel cimetière du Montparnasse, le Champ de Mars et la Seine jusqu'au Petit-Pont soit la totalité des actuels 6ème et 7e arrondissements de Paris.
- Fief Couture Saint-Gervais

C'est l'autre nom du fief des Hospitalières Saint-Gervais ou des Hospitalières Sainte-Anastase
- Fief de Saint-Jean-de-Latran

Au sud de l'enclos du cloître entre la rue Saint-Jacques et la rue Jean-de-Beauvais au sud de la rue de Latran, le fief de la commanderie de Saint-Jean-de-Latran axé sur la rue Saint-Jacques s'étendait entre les fiefs de Sainte-Geneviève et de Saint-Germain-des-Prés. Un vaste territoire aux environs de l’actuel boulevard de Port-Royal, « fief de Lourcines », et entre l’actuelle rue de la Tombe-Issoire et l’actuelle avenue du Général-Leclerc « fief de la Tombe-Issoire » faisait également partie de ce fief sur lequel le Commandeur exerçait son droit de justice
- Fief Saint-Lazare :

le fief de cette léproserie fondée vers 1120 au 107 rue du Faubourg-Poissonnière comprenait un territoire très étendu de la rue de Paradis au sud aux environs de l'actuel boulevard de la Chapelle au nord entre la rue du Faubourg Saint-Denis et la rue du Faubourg-Poissonnière. Ce vaste ensemble, l'enclos Saint-Lazare, ne sera urbanisé qu'à partir des années 1820 formant le nouveau quartier Poissonnière. Le fief comportait  d'autres espaces plus restreints autour de l'église Saint-Laurent, entre la rue des Vinaigriers et la rue des Récollets et aussi entre la rue Quincampoix, la rue Aubry-le-Boucher, la rue Saint-Martin  et la rue de Venise qui était auparavant le fief du seigneur de Marly.
- Fief de Saint-Magloire

la censive comprenait un petit territoire autour de l'église Saint-Barthélémy dans l'Île de la Cité qui serait située à l'emplacement de l'actuel tribunal de commerce et, sur la rive droite, un quadrilatère compris entre les rues Saint-Denis, du Faubourg Saint-Denis et Saint-Martin à l'ouest, du Faubourg Saint-Martin à l'est, de la rue Aubry-le-Boucher au sud, au grand égout (actuelle rue du Château d'eau) au nord, excepté deux enclaves de la censive de Saint-Martin-des-Champs de la rue Greneta à la rue de Tracy et rue Saint-Martin au niveau de la rue de Montmorency. Ce fief fut rattaché en 1564 à la mense épiscopale de l'évêque de Paris.
- Fief de Saint-Marcel

La fondation de l'église Saint-Marcel est l'une des plus anciennes. La communauté des clercs attachée à ce centre de pèlerinage est attestée en 811. Elle fut dotée par une charte de 918 de Charles le Simple de terres qui s'étendaient autour de la collégiale  qui était située à l'angle du boulevard Saint-Marcel et de la rue de la Collégiale. Ce domaine était au sud d'une boucle de la Bièvre, à l'emplacement de la rue  du Fer à Moulin et de la rue Poliveau jusqu'à la Seine qui était la limite du fief de l'abbaye de Sainte-Geneviève, à l'est du fief de Lourcine  approximativement rue de Valence, rue Pascal et rue des Cordelières. Le fief s'étendait au sud jusqu'aux territoires d'Ivry, Villejuif et Gentilly. La censive de Saint-Marcel comprenait, de plus, un écart en enclave dans le domaine de l'abbaye de Sainte-Geneviève, autour de l'ancienne église Saint-Hilaire au sud du clos Bruneau à l'angle de l'actuelle rue Valette et de l'actuelle rue de Lanneau.
- Fief du prieuré Saint-Martin-des-Champs

il s'étendait entre la rue du Temple et la rue Saint-Martin du boulevard Saint-Martin jusqu'à l'actuel Centre Pompidou à limite de la censive de Saint-Merry et comprenait en outre 2 écarts peu importants, le long de la rue Saint-Denis entre l'hôpital de la Trinité et la rue de Tracy et autour de la rue Quincampoix. Le territoire agricole « les champs » entre le prieuré Saint-Marin et Beaubourg fut urbanisé dès le début du XIIe siècle par lotissement du Bourg Saint-Martin. Il comprenait également hors de Paris un territoire s'étendant à Bercy et Charenton (approximativement de l'actuel parc de Bercy jusqu'au pont de Charenton) en vertu d'un don de l'évêque de Paris en 1088 confirmé par plusieurs bulles papales au XIIe siècle
Ce fief épiscopal s'étendait situé au sud de l'église
- Fief de Saint-Merry

la seigneurie du chapitre de Saint-Merri s'étendait entre la rue Saint-Martin, la rue de la Verrerie, la rue du Temple et l'emplacement de l'actuelle rue Rambuteau avec deux extensions autour de l'impasse Berthaud et de la rue de Venise.
- Fief de Sainte-Opportune

Il comprenait un territoire restreint de quelques rues à l'ouest de la place du Châtelet autour de l'église dont la place Sainte-Opportune garde le souvenir et les terrains en arc-de-cercle en bas des hauteurs de Montmartre, environ 200 mètres au nord du grand égout jusqu'aux rues  Saint-Lazare, Lamartine, de Paradis  et à l'ouest des boulevards du Temple et Beaumarchais. Ce fief qui avait été cédé vers 866 aux chanoines de Sainte-Opportune par Louis le Bègue était l'un des plus étendus.

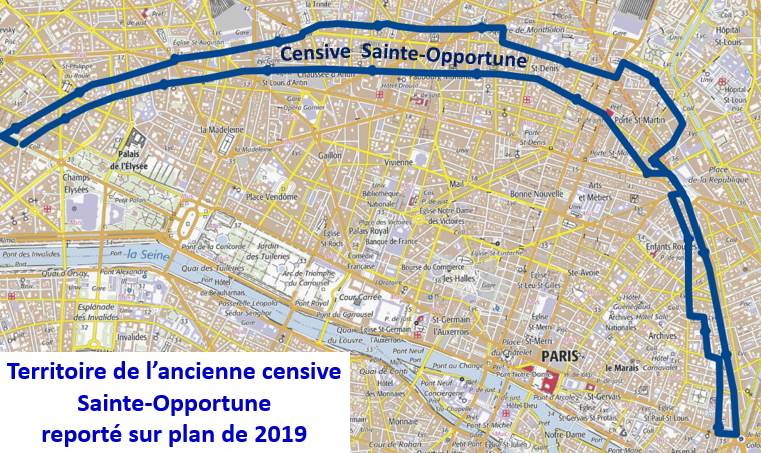

Ce territoire qui s'étendait sur une partie du cours préhistorique de la Seine était fréquemment inondé. Il fut drainé par le creusement de fossés d'écoulement, celui au nord formant limite du fief qui disparaitra avant le XVIe siècle, celui au centre, limite sud du fief des environs de l'actuelle place de la République à l'actuel pont de l'Alma qui deviendra le grand égout recouvert à partir de 1760 et ceux de l'enceinte de Charles V plus au sud. Ce drainage permit la mise en culture des prairies à partir du XIIe siècle : céréales puis jardins maraichers, vergers et vignes. Ce territoire ne fut urbanisé pour l'essentiel qu'au cours de la deuxième moitié du  XVIIIe siècle.
- Fief de Saint-Pierre-de-Lagny :

Il était situé rue Sainte-Croix-de-la-Bretonnerie
- Fief du pourpris Saint-Thomas-du-Louvre :

Ce fief épiscopal était situé autour de l'église qui comportait le droit de censier
- Fief de l'abbaye de Saint-Victor

le fief de l'abbaye de Saint-Vicor située à l'emplacement de l'université de Jussieu, s'étendait entre la Seine, la rue Cuvier, la rue Linné, les rues Saint-Victor et des Bernardins. Il s'agrandir au milieu du XIIIe siècle d'une partie du fief de Tiron entre la rue Saint-Victor et la rue des Boulangers.
- Haut – A
- B
- C
- D
- E
- F
- G
- H
- I
- J
- K
- L
- M
- N
- O
- P
- Q
- R
- S
- T
- U
- V
- W
- X
- Y
- Z

## T
- Fief du Temple

Établi en 1139 au sud du monceau Saint-Gervais, il se constitue au début du XIIIe siècle par acquisitions successives notamment sur les Marais Sainte-Opportune et de la communauté de Saint-Lazare entre les rues du Temple et du Faubourg-du-Temple à l'ouest, les rues Vieille-du-Temple, du Calvaire et de Ménilmontant (actuelle rue Oberkampf) à l'est, la rue de la Folie-Méricourt au nord et jusqu'à la rue de la Verrerie au sud. Le roi Philippe III retire en 1279 de la juridiction du Temple, la partie au sud de l’enceinte de Philippe-Auguste et confirme les droits des Templiers au nord de la muraille. Les biens du Temple passent aux Chevaliers de Saint-Jean de Jérusalem après le procès de 1312.
Ce territoire est urbanisé par lotissement du territoire agricole avec ouverture de nouvelles rues en 4 périodes :
- à la fin du XIIIe siècle, au sud de l'enclos du Temple, le quartier de la Ville-Neuve du Temple entre la rue de Bretagne au  nord-est, la rue Vieille-du-Temple à l’ouest, approximativement la rue de Braque au sud et sur une ligne entre les actuelles rue des Archives et Charlot à l’est,
- au début du XVIIe siècle, la « couture du Temple » sur le territoire du projet abandonné de Place de France au sud de l'enclos entre la rue des Archives, la rue Pastourelle, rue Vieille-du-Temple jusqu'au boulevards des Filles-du-Calvaire et Beaumarchais,
- à la fin du XVIIe siècle, au nord de l'enclos (autour de l'actuelle rue Béranger) lors de la création dans les années 1680 du boulevard du Temple et du boulevard des Filles-du-Calvaire à l'emplacement du rempart supprimé en 1670,
- à partir de 1780, à l'est du boulevard du Temple, jusqu'à la rue de la Folie-Méricourt, entre la rue du Faubourg du Temple et la rue Oberkampf, la Nouvelle Ville d'Angoulême) sur le territoire du « Marais du Temple ».
- Fief de Thérouanne ou fief de Thérouenne

Ce fief s'étendait sur une vingtaine ou une trentaine de maisons « dans le territoire des Halles des Champeaux » tout le long de la rue Saint-Denis, de la rue aux Fers  jusqu'à la porte Saint-Denis de l'enceinte de Philippe-Auguste (à l'emplacement de l'actuelle impasse des Peintres), l'autre côté le long des Halles. Il dépendait du fief de l'évêque jusqu'à son achat en 1331 par le roi de France, Philippe Auguste, à son propriétaire. Le roi l'incorpore à son domaine avant d'en céder la partie nord autour de la rue de la Grande-Truanderie en 1370 au collège de Maistre Gervais Chrétien qui reviendra par la suite au collège de Bayeux.
- Fief de Tirechappe

C'était un fief mouvant de l'archevêché de Paris qui s'étendait sur une vingtaine de maisons. Situé entre les rues Saint-Honoré et Saint-Germain-l'Auxerrois il fut rendu à l'archevêché de Paris, en 1641, par maître Pierre Pithou, « conseilleur du Roy en sa cour de Parlement », qui en était l'unique seigneur.
- Fief de Tiron

Ce fief limité au sud-est par celui de l'abbaye Sainte-Geneviève, au nord par celui de Saint-Victor était compris entre la rue Saint-Victor la rue des Boulangers et un peu au nord de la rue Clovis. Il appartenait depuis 1214 au Chapitre de Notre-Dame.
- Fief de la Tombe-Issoire

Ce fief appartenait au prieuré hospitalier de Saint-Jean de Latran.
- Fief de la Trimouille

Ce fief s'étendait sur une dizaine de maisons côté ouest de la rue des Bourdonnais entre la rue Boucher et l'impasse des Bourdonnais.
- Fief des Trois Pucelles

Ce fief qui appartenait à la M. du Drac était situé près de Saint-Jacques-la-Boucherie
- Fief des Tumbes 1

C'était un fief du président de Saint-André puis de ses descendants, qui passa à l'archevêché de Paris puis qui fut par la suite divisé. Il était situé faubourg Saint-Jacques.
- Fief des Tumbes 2

Un autre fief des Tumbes ou fief des Tombes qui était disputé entre l'évêque et les religieuses de la Visitation était situé faubourg Saint-Jacques près de la porte Saint-Jacques, délimité par la rue Saint-Jacques, puis le long des fossés de la Ville, jusqu'à la place de l'Estrapade au-delà du jeu de paume de l'Huis de fer. Une de ses limites était indiquée par l'inscription "FDT" actuellement visible sur la façade de la maison à l'angle des rues des Fossés-Saint-Jacques et Saint-Jacques.
- Haut – A
- B
- C
- D
- E
- F
- G
- H
- I
- J
- K
- L
- M
- N
- O
- P
- Q
- R
- S
- T
- U
- V
- W
- X
- Y
- Z

## U
- Haut – A
- B
- C
- D
- E
- F
- G
- H
- I
- J
- K
- L
- M
- N
- O
- P
- Q
- R
- S
- T
- U
- V
- W
- X
- Y
- Z

## V
- Fief de Ville-l'Évêque également appelé fief Culture-l'Évêque :

Possédé par l'évêque de Paris, il était très vaste et avait une étendue considérable et existait depuis la période de Louis le Débonnaire. Au-delà du Louvre, il s'étendait jusque sur l'emplacement des Champs-Élysées, il consistait en une réunion de terres cultivées qui furent appelées Culture-l'Évêque, mais dont on ne rencontre pas, comme pour la culture qui était voisine du territoire des Champeaux, d'indications antérieures au XIIIe siècle. C'était un fief qui comportait la voirie et la haute justice à l'exception du rapt et du meurtre qui étaient du ressort des officiers du Roi. Le 28 août 1687, Louis XIV en fit l'acquisition. Sous le règne de Louis VII le Jeune on y trouvait le manoir de la Petite-Bretagne, sur les dépendances duquel fut fondée, vers 1190, l'église Saint-Thomas-du-Louvre.
- Fief de la Ville-Neuve

Ce fief situé sur la butte de Bonne-Nouvelle était possession des Dames et Religieuses des Filles-Dieu de Paris rue Saint-Denis dont le domaine s'étendait également au nord de l'enceinte de Charles V entre la rue du Faubourg-Poissonnière et la rue du Faubourg-Saint-Denis jusqu'au grand égout (emplacement de l'actuelle rue des Petites-Écuries).
- Haut – A
- B
- C
- D
- E
- F
- G
- H
- I
- J
- K
- L
- M
- N
- O
- P
- Q
- R
- S
- T
- U
- V
- W
- X
- Y
- Z

## W
- Haut – A
- B
- C
- D
- E
- F
- G
- H
- I
- J
- K
- L
- M
- N
- O
- P
- Q
- R
- S
- T
- U
- V
- W
- X
- Y
- Z

## X
- Haut – A
- B
- C
- D
- E
- F
- G
- H
- I
- J
- K
- L
- M
- N
- O
- P
- Q
- R
- S
- T
- U
- V
- W
- X
- Y
- Z

## Y
- Haut – A
- B
- C
- D
- E
- F
- G
- H
- I
- J
- K
- L
- M
- N
- O
- P
- Q
- R
- S
- T
- U
- V
- W
- X
- Y
- Z

## Z
- Haut – A
- B
- C
- D
- E
- F
- G
- H
- I
- J
- K
- L
- M
- N
- O
- P
- Q
- R
- S
- T
- U
- V
- W
- X
- Y
- Z